# موش‌صاریغ دم‌چاق سیندرلا
موش‌صاریغ دم‌چاق سیندرلا (نام علمی: Thylamys cinderella) نام یک گونه از سرده موش‌صاریغ‌های دم‍‌چاق است.